# Asmus Kaufmann
Asmus Kaufmann (6. oktober 1806 i nærheden af Haderslev – 24. juni 1890 i København) var en dansk landskabsmaler.
Asmus Kaufmann var søn af mølleejer og kornhandler Philip Kaufmann og Cecilie født Frederiksen. Han kom i malerlære i Haderslev og uddannede sig tillige til dekorationsmaler, således at han senere i København kunne deltage i udsmykningen af dronningens apartementssal på Amalienborg. Han gik omtrent samtidig Kunstakademiets skoler igennem og vandt 1828 dets lille sølvmedalje; men da han ikke fandt tilstrækkeligt livsophold som maler, lagde han sig efter litografien og udførte i kaptajn N.B. Krossings stentrykkeri en del portrætter. Med offentlig understøttelse rejste han 1836 til Tyskland, hvor han arbejdede som litograf i Dresden og München, men samtidig vendte tilbage til sit egentlige livsmål, landskabsmaleriet. I Tyskland ægtede han en dansk dame, hofsangerinde Laura Hass (død 1875). Efter hjemkomsten arbejdede han en kort tid som litograf for det bærentzenske institut, men udstillede ellers ret flittig som landskabsmaler (1842-72). Han vedblev samtidig at dyrke dekorationsmaleriet, havde et par gange understøttelse til rejser i dette fag, således for at lægge sig efter brugen af ”vandglas”. Han har ikke fremragende betydning som kunstner, men har gjort sig fortjent ved at testamentere Kunstakademiet sin formue (over 43.000 kr.) til anvendelse som rejselegat.
Han er begravet på Assistens Kirkegård.